# Gotthold Albert Gumlich
Gotthold Albert Gumlich (* 2. November 1825 in Nichtewitz; † 19. Februar 1902) war ein Pfarrer und Lehrer.

## Leben
Er besuchte von 1836 bis 1843 das Gymnasium in Torgau und studierte anschließend in Halle Philologie und Theologie. Im Jahr 1845 kehrte er zunächst in seinen Geburtsort Nichtewitz zurück und zog 1846 nach Leipzig, um sich dort theologischen und pädagogischen Studien zu widmen. 1847 trat er in Breslau eine Stelle als Hauslehrer an. Dort legte er zudem die Prüfung für das höhere Lehramt ab. 1850 unterrichtete er zunächst am Gymnasium in Liegnitz und gründete 1851 eine Privatschule in Beuthen, der er bis 1855 vorstand. 1855 übernahm er in Nachfolge von Johann Kilian nach dessen Auswanderung nach Texas die Pastorenstelle in Weigersdorf. Zwischen den beiden bestand Briefkontakt, der Aufschluss über die kirchliche Situation in Serbin und verschiedene theologische Lehrauffassungen gibt. Aufgrund von Lehrstreitigkeiten legte er das Pfarramt 1862 nieder und widmete sich anschließend in Leipzig seiner Promotion. Von 1863 bis 1891 war er als Lehrer am Friedrich-Wilhelm-Gymnasium (Berlin) tätig.

## Werke/Schriften
- De homine persona. Schade, Berlin 1863.[1]
- Beiträge zur Würdigung und zum Verständniss des Platonischen Timäus. In: Friedrichs-Gymnasium und Realschule. Jahresbericht. Lange, Berlin 1869, S. 1–26 (Digitalisat).
- Kurzgefaßte Christliche Symbolik. Die kirchlichen Symbole und ihre Lehre nebst den Lehren der wichtigsten Secten. Haack, Berlin 1878 (2. Aufl. von 1889 online bei Google Books).[2]
- Grundriss der Sittenlehre. Wilhelm Engelmann, Leipzig 1906 (posthum).[3]